# 雷托尔蒂略
雷托尔蒂略，是西班牙卡斯蒂利亚-莱昂萨拉曼卡省的一个市镇。 总面积65平方公里，总人口251人（2001年），人口密度4人/平方公里。